# Mark Frost
Mark Frost (* 25. listopadu 1953 New York) je americký romanopisec, scenárista a režisér. Spolu s režisérem Davidem Lynchem vytvořil televizní seriál Twin Peaks, podle něhož napsal také knihy. S Lynchem dále vytvořil seriál On the Air. Dále se podílel na scénářích seriálů Poldové z Hill Street, Detektiv Buddy Faro a dalších. V roce 1992 napsal a sám režíroval film Storyville. Jeho otcem byl herec Warren Frost a sourozenci spisovatel Scott Frost a herečka Lindsay Frost.

## Dílo
V češtině vyšly knihy:
- Zápas
- Tajná historie Twin Peaks
- Spojenectví
- Seznam sedmi
- Šest mesiášů
- Probuzení
- Přísně tajný cíl
- Golfový sen